# Шлапак Юрій Дмитрович
Ю́рій Дми́трович Шлапа́к (12 травня 1948, Київ — 17 квітня 2015, Київ) — український науковець-кінознавець, математик, педагог. Кандидат фізико-математичних наук (1975). Автор понад 600 кінознавчих і театрознавчих публікацій, декількох книг мемуарів.
Понад 10 років — доцент Київського вищого військово-морського політичного училища (1977—1990) і Київського національного університету театру, кіно і телебачення імені Івана Карпенка-Карого (2003—2015). Майже 20 років — завідувач відділу кіно і театру Музею-майстерні Івана Кавалерідзе (1998—2015).

## Життєпис
Народився 12 травня 1948 року у Києві. Батько — літературознавець, філолог Дмитро Шлапак (1923—1995). У дитинстві та юності жив із родиною в будинку № 13 на вулиці Хрещатик, де сусідами були родини академіка Володимира Ройтера та військовослужбовця Василя Рязанова. Закінчив школу № 171, дружив із майбутнім доктором юридичних наук Володимиром Шаповалом. У юності займався важкою атлетикою, метанням молота, тренувався, зокрема у Василя Драги.
У 1971 році закінчив механіко-математичний факультет Київського державного університету імені Тараса Шевченка. Учень професорів Миколи Кованцова та Йосипа Штокала, однокурсник докторів фізико-математичних наук Олени Романенко, Володимира Сергейчука, Василя Рязанова.
З 1974 року — викладач кафедри вищої математики Київського політехнічного інституту. У 1975 році закінчив аспірантуру та здобув науковий ступінь кандидата фізико-математичних наук, захистивши дисертацію на тему «Исследование колебаний некоторых видов систем» (науковий керівник — академік Анатолій Самойленко).
У 1976 році заочно закінчив кафедру кінознавства Київського державного інституту театрального мистецтва імені І. К. Карпенка-Карого, курс кандидата мистецтвознавства Юхима Левіна. Однокурсник декана кінофакультету (Інституту екранних мистецтв) Ольги Равлюк-Голіциної. Дипломну роботу захистив на тему «Образ сучасника у кінофільмах Сергія Герасимова».
З 1977 року — доцент кафедри загальнонаукових і технічних дисциплін Київського вищого військово-морського політичного училища. З 1991 року — доцент Київського державного педагогічного університету імені М. П. Драгоманова.

Могила Юрія та Дмитра Шлапаків, Байкове кладовище

У середині 1990-х років перейшов від математики до кінознавства. З 1998 року, за запрошенням Нонни Капельгородської, обійняв посаду завідувача відділу кіно і театру Музею-майстерні Івана Кавалерідзе. Викладав у середній школі.
З 2003 року, за запрошенням професора Оксани Мусієнко — доцент кафедри кінознавства Київського національного університету театру, кіно і телебачення імені І. К. Карпенка-Карого. Викладав дисципліни «Вступ до вищої математики», «Історія зарубіжного кіно». У 2010 році протягом декількох місяців викладав на кафедрі теорії та історії мистецтв Київського національного університету культури і мистецтв.
Останніми роками жив у будинку № 6 на вулиці Бажова. Ще у 2004 році писав про своє критичне ставлення до путінської тоталітарної політики, важко переживав війну на сході України:
|  | Я розумію, що Росія ставиться до України, як велика нація до малої. Це триватиме ще довго. ... Вважаю, що кожен ще в школі повинен оволодіти українською мовою, а російській навчить вулиця. Гірко згадувати, як 20 років тому, учню, якому не давалась українська мова, дозволялось під якимось поважним приводом її й зовсім не вивчати! |

Раптово помер 17 квітня 2015 року на 67-му році життя. Похований разом із батьками на Байковому кладовищі (ділянка № 31, 50°25′19.17″ пн. ш. 30°30′22.46″ сх. д. / 50.4219917° пн. ш. 30.5062389° сх. д.).

## Наукова та творча діяльність
Автор понад 600 кінознавчих і театрознавчих публікацій у журналах «Новини кіноекрана», «Кіноколо», «Кіно-Театр», «Українська культура», газетах «На екранах України», «Говорить і показує Україна», «Культура і життя», «Демократична Україна» тощо. Автор низки статей до Енциклопедії сучасної України.
Дослідник творчості Івана Кавалерідзе, співавтор книги «Іван Кавалерідзе: життя і творчість» (2007, «Кий»). Автор декількох книг мемуарів, зокрема «Двір пригод. Спогади, свідоцтва, листи» (2010, КМЦ «Поезія»). Упорядник рецензій і статей про кіно свого батька, Дмитра Шлапака, в книзі «Я до вас повернусь» (2014, КМЦ «Поезія»). З 2000 року — член Національної спілки кінематографістів України.

## Науковий та творчий доробок (частковий)
- Исследование колебаний некоторых видов систем: диссертация кандидата физико-математических наук : 01.01.02. — Киев, 1974. — 131 с. : ил.
- Іван Кавалерідзе: життя і творчість / Н. М. Капельгородська [та ін.]. — К. : Кий, 2007. — 336 с.: іл.
- Про кіно. Про театр: рецензії, огляди, есеї / Ю. Д. Шлапак. — К. : КМЦ «Поезія», 2009. — 176 с.
- Двор приключений: воспоминания, свидетельства, письма / Юрий Шлапак. — К. : Поэзия, 2010. — 332 с.